# كولن برازير (لاعب كرة قدم)
كولن برازير (بالإنجليزية: Colin Brazier) هو لاعب كرة قدم بريطاني، ولد في 6 يونيو 1957 في سوليهل في المملكة المتحدة. لعب مع برمنغهام سيتي ولينكولن سيتي أف سي ونادي تاموورث ونادي والسول ووولفرهامبتون واندررز.